# Giuseppe Civati
Giuseppe Civati, detto  Pippo (Monza, 4 agosto 1975), è un politico, saggista e editore italiano, fondatore e primo segretario di Possibile, deputato dal 2013 al 2018.

## Biografia
Civati si è diplomato al liceo ginnasio B. Zucchi di Monza. Nel 1998 si è laureato in filosofia e nel 2004 ha conseguito il dottorato di ricerca, sempre in Filosofia, presso l'Università Statale di Milano. Nel 2002 ha conseguito un diploma in "Civiltà dell'Umanesimo e del Rinascimento" presso l'Istituto di Studi sul Rinascimento di Firenze. Ha collaborato con la cattedra di Storia della filosofia dell'Università Statale di Milano, con l'Istituto di Studi sul Rinascimento e con l'Universitat de Barcelona. Si è occupato prevalentemente di filosofia rinascimentale e della comprensione filosofica della globalizzazione e dell'identità dell'Occidente.
Dal 2018 Civati si occupa della casa editrice People, fondata insieme agli scrittori Stefano Catone e Francesco Foti. People stessa si autodefinisce come un'agenzia di comunicazione, con l'obiettivo di raccontare la realtà tramite «la rielaborazione e la mediazione».

## Carriera politica

### Inizi nell'Ulivo e consigliere comunale a Monza
Civati ha iniziato a fare politica nei Giovani progressisti e ha partecipato ai comitati per Romano Prodi nel 1995. Eletto al Consiglio comunale di Monza nel 1997, l'anno successivo è diventato segretario cittadino dei Democratici di Sinistra. Dal 2002 al 2004 è stato membro della segreteria provinciale dei DS di Milano e dal 2005 al 2006 membro della segreteria regionale dei DS della Lombardia. Nel 2004 ha promosso la prima edizione del Festival delle città possibili, dedicato alle buone pratiche amministrative. Dal 2004 tiene un popolare blog in cui affronta prevalentemente tematiche politiche.

### Consigliere regionale lombardo e la fondazione del PD

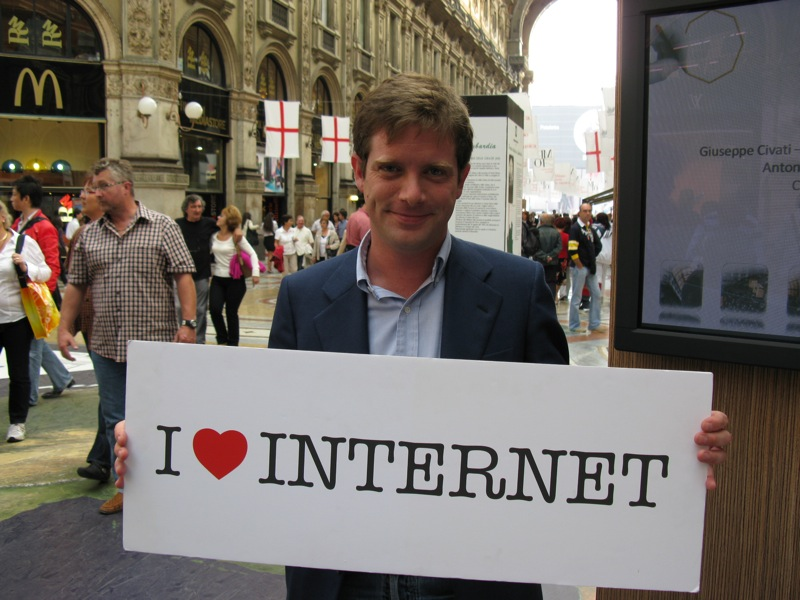
Civati a Milano durante una manifestazione a sostegno di Internet (2008)

Nell'aprile 2005 è stato eletto consigliere regionale in Lombardia per la lista Uniti nell'Ulivo nella circoscrizione di Monza, ricevendo 19.347 preferenze.
Civati fa parte del Partito Democratico dalla fondazione nel 2007. Dopo le dimissioni di Walter Veltroni dalla segreteria del PD del 17 febbraio 2009 è risultato a sorpresa il secondo più votato in un sondaggio online del settimanale L'Espresso per la scelta del nuovo leader del partito. Considerato uno degli esponenti di punta tra i cosiddetti "trentenni" che potrebbero guidare il ricambio generazionale del Partito Democratico, nel 2009 entra a fare parte della direzione nazionale del PD ed è presidente del Forum per i nuovi linguaggi e le nuove culture del PD in rappresentanza della mozione Marino.

### Coordinatore della campagna Marino e rielezione in regione Lombardia
Nel 2009 Civati è stato coordinatore nazionale della campagna elettorale di Ignazio Marino in vista del primo congresso e delle primarie del Partito Democratico del 2009. Alle elezioni regionali del 28-29 marzo 2010 è stato rieletto consigliere della regione Lombardia nella circoscrizione di Monza con 10.321 preferenze. Nell'aprile del 2010, a causa del diffuso malcontento tra gli elettori democratici per l'esito delle elezioni regionali, ha fondato assieme a Carlo Monguzzi il movimento politico interno al Partito Democratico chiamato "Andiamo Oltre", che si definiva come "un contratto a progetto, della durata di tre mesi, che vede coinvolte tutte le persone che hanno a cuore il futuro del Paese e del PD". L'iniziativa si proponeva di "non prendere in considerazione le vicende interne del partito, ma di prendere in considerazione esclusivamente i progetti e le proposte da fare al Paese". Dal 23 al 25 luglio 2010 il movimento si è ritrovato in campeggio ad Albinea e ha deciso di proseguire il lavoro effettuato fino ad allora.
Assieme all'allora sindaco di Firenze Matteo Renzi, Civati ha promosso la prima edizione della Leopolda, il congresso/raduno "Prossima fermata: Italia" svoltosi tra il 5 e il 7 novembre 2010 presso la Stazione Leopolda di Firenze, definito dalla stampa il "raduno dei rottamatori". Successivamente ha preso le distanze dalla linea politica di Renzi. Il 22 e 23 ottobre 2011, insieme a Debora Serracchiani, ha organizzato a Bologna l'iniziativa "Il nostro tempo". Nel marzo del 2012 il suo movimento "Prossima Italia" ha annunciato l'intenzione di esprimere una candidatura e una mozione a essa collegata al secondo Congresso del Partito Democratico, previsto per la seconda metà del 2013. Il 13 novembre 2012 Civati ha pubblicamente dichiarato la sua intenzione di candidarsi a segretario del PD.

### Candidatura a Segretario nazionale del PD e l'opposizione a Renzi

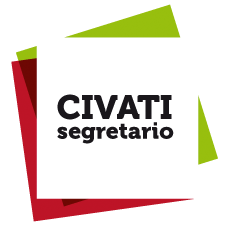
Logo della campagna elettorale per le primarie del 2013

Nel dicembre 2012 si è candidato alle primarie per la scelta dei candidati parlamentari del PD in vista delle elezioni del 2013, risultando il più votato nella provincia di Monza e Brianza e pertanto è stato candidato alla Camera dei deputati nella circoscrizione Lombardia I. Alle elezioni politiche del 24 e 25 febbraio 2013 Civati è stato eletto deputato.
Civati ha promosso un dialogo tra il Partito Democratico e il Movimento 5 Stelle per la formazione di un governo e si è opposto nettamente alla formazione di un'alleanza di governo tra il Partito Democratico e il Popolo della Libertà. A causa del suo dissenso politico non ha partecipato al voto di fiducia al governo Letta.
Nel gennaio 2013 Civati è stato indagato dalla procura di Milano per peculato in relazione ai rimborsi spese percepiti come consigliere regionale della Lombardia. Il 5 febbraio ha presentato al pubblico ministero una richiesta di archiviazione. Civati ha anche reso pubblico nel suo blog il dettaglio delle somme contestategli dalla Guardia di Finanza. Il 16 dicembre 2013 la Procura di Milano ha chiesto l'archiviazione dell'indagine, richiesta accolta il 13 marzo 2014 dal GIP.
In una iniziativa politica organizzata a Reggio Emilia nei giorni 5-6-7 luglio 2013, il Politicamp, Civati ha lanciato ufficialmente la propria candidatura a segretario in vista delle primarie del Partito Democratico del 2013. L'11 ottobre 2013 Civati, depositando le firme dei suoi sostenitori, si è candidato ufficialmente. Durante la campagna ha ottenuto il sostegno di diverse personalità come il giornalista Andrea Scanzi, gli scrittori Giancarlo De Cataldo e Marco Malvaldi, la storica Eva Cantarella, il musicista Luca Mangoni, gli attori Leo Gullotta e Anna Kanakis e Jacopo Fo.
Al primo turno, riservato al voto degli iscritti nei congressi di circolo, Civati ottiene il 9,2% dei voti, qualificandosi quindi alle primarie aperte dell'8 dicembre, in cui con 399 473 voti, ovvero il 14,2%, si classifica terzo, dietro a Matteo Renzi e Gianni Cuperlo.
Alla direzione del PD del 13 febbraio 2014 si esprime contro il documento proposto da Renzi contro il governo Letta, documento che viene approvato con 136 voti e 16 contrari, tutti sostenitori di Civati. Pur avendo valutato insieme ai suoi sostenitori, i cosiddetti Civatiani, un'eventuale fuoriuscita dal partito, vota comunque la fiducia in aula al nuovo Governo Renzi, in cui è presente anche Maria Carmela Lanzetta nel ruolo di Ministro per gli affari regionali e le autonomie, che aveva sostenuto la mozione di Civati al congresso e aveva votato contro nella Direzione Nazionale alla successione di Matteo Renzi a Enrico Letta.
I mesi successivi sono caratterizzati da forti scontri tra la dirigenza del PD e la corrente di Civati, che culminano con le dimissioni dal governo del ministro Lanzetta il 30 gennaio 2015. La corrente si porrà spesso in opposizione al governo, votando contro importanti misure del Governo Renzi, come la riforma del lavoro e il "Decreto Sblocca Italia".

### L'uscita dal Partito Democratico e la nascita diPossibile

Logo ufficiale di Possibile

Il 6 maggio 2015, due giorni dopo il suo voto contrario alla riforma della legge elettorale, annuncia la sua uscita dal Partito Democratico per le profonde divergenze con la linea politica assunta dal governo Renzi.
Il 26 maggio annuncia la nascita del movimento politico Possibile, che viene presentato ufficialmente il 21 giugno, e che tiene poi il 21 novembre la prima assemblea nazionale degli stati generali, in cui diventa ufficialmente un partito.
Nell'estate del 2015, Possibile promuove una raccolta di firme finalizzata a promuovere una legge di iniziativa popolare sulla legalizzazione della cannabis e l'indizione di otto referendum abrogativi: due contro l'Italicum (uno per l'abrogazione totale e l'altro solamente della norma sui capilista bloccati), due contro il Jobs Act (uno contro le modifiche all'articolo 18 dello Statuto dei Lavoratori e l'altro contro la norma che consente il demansionamento dei lavoratori), uno contro la norma della riforma Giannini che dà ai presidi il potere di chiamata diretta dei docenti e tre sull'ambiente (contro trivellazioni in mare, carattere strategico delle trivellazioni e procedure straordinarie per la realizzazione delle grandi opere). Tuttavia, il movimento non raggiunge l'obiettivo di raccogliere le 500 000 sottoscrizioni necessarie nei termini previsti dalla legge.
Il 17 novembre 2015, infine, assieme agli altri tre deputati di Possibile – Luca Pastorino, Beatrice Brignone e Andrea Maestri – Civati aderisce alla componente del Gruppo misto denominata «Alternativa Libera» (costituita da 10 deputati fuoriusciti dal Movimento 5 Stelle), che dopo il loro ingresso muta il nome in «Alternativa Libera – Possibile».
A seguito delle votazioni svolte sulla piattaforma on-line fra il 15 e il 31 gennaio 2016, Civati diventa segretario di Possibile, con il 93,2% di preferenze.
Nel maggio 2017, propone alla Camera un disegno di legge di riforma costituzionale e una mozione per rivedere le norme del Concordato in modo che le gerarchie ecclesiastiche siano obbligate a denunciare alla magistratura italiana i reati contro la persona (tra i quali rientrano gli atti sessuali con minorenni), dopo la presentazione non vi sono stati ulteriori sviluppi.

### La candidatura con Liberi e Uguali e l'uscita dal Parlamento
Alle politiche del 2018 si candida per Liberi e Uguali (lista che federa Articolo 1 - Movimento Democratico e Progressista, Sinistra Italiana e Possibile) alla Camera nei proporzionali di Bergamo e Palazzolo sull’Oglio, ma non viene riconfermato in Parlamento.
Il 17 marzo 2018 nel corso del suo intervento agli stati generali di Possibile annuncia le sue dimissioni da segretario e le dimissioni di tutto il gruppo dirigente del partito. Il successivo congresso di Possibile elegge Beatrice Brignone come nuova segretaria.

### Il percorso con Europa Verde e la candidatura al Senato
Il 12 aprile 2019 annuncia la propria candidatura alle elezioni europee nella Circoscrizione Italia nord-occidentale con la lista Europa Verde (lista che unisce Possibile e i Verdi). Un mese più tardi, nel maggio 2019 ritira simbolicamente la sua candidatura per la presenza di candidati di estrema destra nella lista di cui fa parte. Ottiene in questa tornata circa 8.100 preferenze.
Alle elezioni politiche anticipate del 25 settembre 2022 si candida come capolista di Alleanza Verdi e Sinistra al Senato nel collegio plurinominale Emilia Romagna 02 e in seconda posizione dietro a Beatrice Brignone nel collegio Emilia Romagna 01. Tuttavia non riesce ad essere eletto.

## Opere

### Filosofia
- Giuseppe Civati, Un dialogo sull'umanesimo. Hans-Georg Gadamer e Ernesto Grassi, Aosta, L'Eubage, 2003, ISBN 88-88451-02-1.
- Giuseppe Civati, No logos? Sommario sulla globalizzazione da un punto di vista filosofico, Milano, CUEM, 2005, ISBN 978-88-6001-003-2.
- Giuseppe Civati, Silvia Pizzetti, Occidente inquieto, Milano, CUEM, 2006, ISBN 88-6001-100-0.

### Politica
- Giuseppe Civati, Nostalgia del futuro. La sinistra e il PD da oggi in poi, Venezia, Marsilio Editori, 2009, ISBN 978-88-317-9846-4.
- Giuseppe Civati, Regione straniera. Viaggio nell'ordinario razzismo padano, Milano, Melampo editore, 2009, ISBN 978-88-89533-45-1.
- Giuseppe Civati, Quando cambia il tempo. In viaggio verso l'Unità, Milano, Novecento media, 2010, ISBN 978-88-95411-23-1.
- Giuseppe Civati, Ernesto Maria Ruffini, Attacco alla Costituzione. Giorno dopo giorno, articolo per articolo, Milano, Novecento media, 2010, ISBN 978-88-95411-28-6.
- Giuseppe Civati, Il manifesto del partito dei giovani, Milano, Melampo editore, 2011, ISBN 978-88-89533-58-1.
- Giuseppe Civati, 10 cose buone per l'Italia che la Sinistra deve fare subito, Milano, Laurana, 2012, ISBN 978-88-96999-15-8.
- Giuseppe Civati, Antonio Tursi (a cura di), Partito digitale. Il PD che viene dal futuro, Milano-Udine, Mimesis Edizioni, 2012, ISBN 978-88-575-1173-3.
- Giuseppe Civati, La rivendicazione della politica. Cinque stelle, mille domande e qualche risposta, Arezzo, Fuorionda, 2012, ISBN 978-88-97426-26-4.
- Giuseppe Civati, Non mi adeguo. 101 punti per cambiare, Torino, Add Editore, 2013, ISBN 978-88-6783-037-4.
- Giuseppe Civati, Qualcuno ci giudicherà. La sfida per il cambiamento dell'Italia, Einaudi Editore, 2014, ISBN 978-88-06-21901-7.
- Giuseppe Civati, Il Trasformista. La politica nell'epoca della metamorfosi, Indiana, 2015, ISBN 978-88-97-40442-2.
- Giuseppe Civati, La condizione necessaria. Un progetto per l'onestà nelle pubbliche funzioni, Imprimatur, 2015, ISBN 97-88-868-30222-1.
- Giuseppe Civati, Cannabis. Dal proibizionismo alla legalizzazione, (con una nota introduttiva di Roberto Saviano), Fandango Libri, 2016, ISBN 978-88-60-44495-0.
- Giuseppe Civati (con Stefano Catone e Francesco Foti), Giorni migliori. Manifesto per cambiare l'Italia, StreetLib, 2017, ISBN 9788868306038.
- Giuseppe Civati, Voi sapete. L'indifferenza uccide, La Nave di Teseo Editore, 2018, ISBN 9788893444491.
- Giuseppe Civati, Davide Serafin, Tax the rich, People, 2021, ISBN 1280105704.
- Willie Peyote, Giuseppe Civati, Dov'è Willie?, People, 2021, ISBN 9791280105301.
- Giuseppe Civati (con Stefano Catone e Francesco Foti), Legalizzala!, People, 2021, ISBN 9791280105981.
- Giuseppe Civati, L'ignoranza non ha mai aiutato nessuno. Cultura e politica nell'Italia di oggi, People, 2021, ISBN 9791280105714.
- Giuseppe Civati, Non siete fascisti ma, People, 2021, ISBN 979-1259790309.

### Altro
- Giuseppe Civati, Il segreto di Alex, Arezzo, Limina, 2005, ISBN 88-88551-94-8.
- Mattia Carzaniga, Giuseppe Civati, L'amore ai tempi di Facebook, Milano, Zelig, 2009, ISBN 978-88-6018-165-7.
- Giuseppe Civati, Stefano Catone, AntiOrario Tour 2019. Un viaggio, un libro, un catalogo, People, 2019, ISBN 9788832089417.
- Giuseppe Civati, Marco Tiberi, Fine, People, 2019, ISBN 9788832089158.
- Giuseppe Civati, Liliana Segre. Il mare nero dell'indifferenza, People, 2019, ISBN 9788832089011.
- Giuseppe Civati, Laico, People, 2020, ISBN 9788832089912.